# Słupia pod Kępnem
Słupia pod Kępnem (pol. hist. Słup , niem. Slupia) – wieś w Polsce położona w województwie wielkopolskim, w powiecie kępińskim, w gminie Baranów.

## Położenie
Leży przy drodze krajowej nr 11 Poznań-Bytom i linii kolejowej Ostrów Wielkopolski-Tarnowskie Góry, ok. 4 km na południe od Kępna i ok. 45 km na południe od Ostrowa Wielkopolskiego.

## Historia
Miejscowość historycznie należy do ziemi wieluńskiej i pierwotnie związana była z Wielkopolską oraz Śląskiem. Ma metrykę średniowieczną i istnieje co najmniej od XIII wieku. Wymieniona pierwszy raz w dokumencie zapisanym po łacinie w 1253 jako „Slupz, Slup”, a później także „Zlup”, „Slupi”, „Slupya”. Pierwotnie nazywała się Słup, a w 1545 odnotowano ją jako „Slupia” .
Słupia zamieszkana była jednak wcześniej o czym świadczy starożytne cmentarzysko odkryte w XIX wieku we wsi. Odnotował je w opisie miejscowości Słownik geograficzny Królestwa Polskiego – „Na obszarze S. znajduje się cmentarzysko przedhistoryczne z kościotrupami”.
W 1253 należała do klasztoru św. Wincentego we Wrocławiu jako jego uposażenie. W latach 1280–1369 leżała w dystrykcie kaliskim, w 1381 w dystrykcie bolesławieckim (łac. „distr. Boleslawecz”). W 1280 książę wielkopolski Przemysł II nadał miejscowości prawo niemieckie. W 1283 opat sprzedał sołectwo w Słupi Wacławowi oraz Janowi zwanemu Kutawa wraz z 4 łanami wolnymi i innymi dochodami. Wolno im było kupować wolne łany od innych sołtysów, ale nic z tego co kupili nie mogli dzielić lub odsprzedawać dalej. Osadnicy mieszkający we wsi dawali po jednym wiardunku, 6 ćw. owsa, 2 pszenicy i 4 żyta z każdego łanu oraz 3 razy w roku orali dla klasztoru. W 1369 odnowiono prawo niemieckie dla Słupi. W 1381 Władysław Opolczyk określił powinności Opatowa .
W 1511 miejscowość leżała w powiecie wieluńskim i liczyła 7 łanów, a w 1518 łanów naliczono 9. W 1552 sołectwo zamieniono na folwark. We wsi gospodarowało 27 kmieci był także karczmarz. W 1548 wojewoda sieradzki Spytek z Tarnowa herbu Leliwa kupił Słupie i Opatów. W miejscowości było wówczas 27 osadników włącznie z karczmarzem. W 1553 we wsi uprawiano 8 łanów. W 1638 wieś przynależała do parafii Opatów. W 1651 liczyła 32 łany. W 1670 jeden łan należał do plebana, a 1,5 łana do sołtysa. Odnotowano także, że dawniej w Słupi gospodarowało 28 kmieci. Od 1694 we wsi istniała szkoła oraz szpital .
Miejscowość w okresie Rzeczypospolitej Obojga Narodów leżała w powiecie wieluńskim i stała się z czasem własnością szlachecką. Po Spytku Tarnowskim odziedziczył ją jego syn, kasztelan sandomierski Stanisław Tarnowski, a później starosta wieluński w 1694 Józef Wiktor Olszewski, cześnik wieluński w 1725 Szczęsny oraz Hieronim Niemojowscy, w roku 1805 Wojciech Psarski, a po nim znów Niemojowscy.
Kościół w miejscowości odnotowano w 1585. W 1753 w miejsce starego nowy wystawił Szczęsny Niemojewski. W 1791 został on kościołem parafialnym. W latach 1869–1870 z legatu Tomasza Mozdzanowskiego, miejscowego plebana oraz przy pomocy miejscowej ludności, w jego miejsce stanął nowy murowany. Księgi kościelne prowadzone we wsi sięgały do roku 1737.
Po rozbiorach Polski miejscowość znalazła się w zaborze pruskim. Jako wieś kościelną oraz dwór szlachecki leżące w powiecie ostrzeszowskim, dekanacie kępińskim, przy trakcie kępińsko-byczyńskim i przy drodze żelaznej poznańsko-kluczborskiej wymienia ją XIX wieczny Słownik geograficzny Królestwa Polskiego. Wieś razem z Chojkami liczącymi 5 domów zamieszkanych przez 26 mieszkańców tworzyła okrąg wiejski i w sumie miała 102 domy oraz 576 mieszkańców w czym 558 wyznawało katolicyzm, 11 protestantyzm, a 7 judaizm. Liczyła w sumie 702 hektarów z czego 539 ha upraw rolnych, 92 łąk, 34 lasu. We wsi działała gorzelnia napędzana parą, młyn, cegielnia, „stacja do stanowienia klaczy”, owczarnia zarodowa Rambouillet oraz hodowla i tuczarnia bydła; Właścicielem wsi pod koniec XIX wieku był hrabia Aleksander Szembek.
W latach 1975–1998 miejscowość administracyjnie należała do województwa kaliskiego.
W 1943 okupanci niemieccy wprowadzili dla miejscowości nazwę okupacyjną Luben.

## Obecnie
We wsi znajduje się szkoła podstawowa oraz zespół szkół specjalnych z salą sportową, krytą pływalnią, boiskami i kortem. Szkoła specjalna mieści się w miejscu po nieistniejącym już zespole szkół zawodowych.
W Słupi działa Ochotnicza Straż Pożarna, która od 2010 prowadzi regionalną izbę pamięci.

## Urodzeni w Słupi
- Stanisław Gauza (1895–1962), major kawalerii Wojska Polskiego, kawaler Virtuti Militari, brat Czesława
- Czesław Gauza (1897–1940), poseł na Sejm
- Bonawentura Niemojowski (1787–1835), prawnik, polityk, uczestnik powstania listopadowego

## Zabytki
- eklektyczny pałac w Słupi pod Kępnem z parkiem krajobrazowym
- kościół neogotycki z 1870 r.